# Antonio Buonomo
Antonio Buonomo (Napoli, 11 dicembre 1950) è un cantautore e attore italiano.

## Biografia
Inizia l'attività musicale giovanissimo, firmando un contratto discografico con la CRP, piccola etichetta partenopea, e partecipando al Festival di Napoli 1967 con Nun spezza 'sta catena, in abbinamento con Mirna Doris, e Sincerità, con Gino Di Procida.
Negli anni seguenti ritorna alla manifestazione, presentando Guappetella, in abbinamento con Giacomo Rondinella al Festival di Napoli 1968, classificandosi al terzo posto, e 'O masto, con Mario Merola, al Festival di Napoli 1969.
Cambia poi casa discografica, passando alla Zeus, e partecipa al Festival di Napoli 1970 con 'Nnammurata 'e Marechiaro, cantata in abbinamento con Mario Abbate, e l'ironica Casanova '70, abbinato con il comico Oreste Lionello.
Nel 1972 debutta a teatro con la sceneggiata di Mario Trevi 'O carabiniere, scritta da Gaetano Di Maio.
Nel 1973 partecipa alla Piedigrotta: Le nuove Canzoni di Napoli.
Dopo altre incisioni cambia nuovamente etichetta, passando alla Hello, con cui partecipa al Festival di Sanremo 1976 con La femminista, canzone che creò un certo scalpore per il suo testo provocatorio e lo vide protagonista di una disavventura: Buonomo definì il brano "una satira della lotta per l'emancipazione della donna", ma un gruppo di femministe non gradì lo scherzo, e dopo averlo attirato con una telefonata anonima fingendosi un gruppo di sue ammiratrici, lo malmenarono davanti all'albergo nel quale alloggiava.
Ha continuato l'attività nel mondo dello spettacolo, affiancando alla carriera di cantante quella di attore di cinema e di teatro.
Nel 2008 ha recitato nel film Il mattino ha l'oro in bocca di Francesco Patierno; nello stesso anno ha vinto il premio Carosone alla carriera.
Nel 2009 ha recitato nel film Fortapàsc di Marco Risi, nel ruolo del camorrista Lorenzo Nuvoletta appartenente al clan Nuvoletta di Marano di Napoli.

## Discografia
Album in studio
- 1971 – Antonio Buonomo
- 1973 – Pistola contralto ...pistola tenore
- 1975 – Vasame
- 1975 – Ma che simpatico
- 1976 – La femminista
- 1977 – Momento giusto... ragazza sbagliata...
- 1981 – Divinità

Singoli
- 1966 – Alleramente / Tengo 'o core dint'o zucchero
- 1966 – Bella / Te purtavo 'na rosa
- 1966 – Ciento catene / Rose d'o mese 'e maggio
- 1967 – Nun spezzà sta catena / Chitarre d'o mare
- 1967 – Sincerità / 'Ncopp'o Pusilleco
- 1968 – Guappetella / 'A sarracena
- 1969 – Capa 'e bomba / Sapive chiagnere
- 1969 – 'O spogliarello / 'A vuttata
- 1969 – 'O masto / 'A cchhiù bella nnammurata
- 1970 – Canzone senza voce / Tengo vint'anne
- 1970 – Acqua passata / Ma chi t'o fa fà
- 1970 – 'O ritratto 'e Nanninella / 'A carestia 'e ll'uommene
- 1970 – Questo viso non mi è nuovo / È la mia pena
- 1970 – 'O rammariello / Nun è gelusia
- 1970 – Casanova 70 / 'Nnammurato 'e Marechiaro
- 1970 – Tavula bianca 'e Natale / Malarosa
- 1971 – 'Na bruna / 'A telefonata
- 1973 – Pistola contralto...pistola tenore / Marianto' mbo' mbo
- 1973 – O guappo nnammurato / 'A serenata a masto Achille
- 1973 – Schiattoso tango / 'O sparaglione
- 1974 – Ah, Matalena! / Miette 'a meglia!...
- 1974 – Eri piccola così / Che bambola!
- 1975 – La dieta / Sceriffo Frank
- 1975 – Era di lunedì / Avventura in città
- 1976 – La femminista / L'angelo del focolare
- 1976 – Baby Blue / Mandami in palestra (Hello, ZEL 50496)
- 2004 – Pronto sono Antonio

## Filmografia
- Il mattino ha l'oro in bocca, regia di Francesco Patierno (2008)
- Fortapàsc, regia di Marco Risi (2009)
- Gorbaciof, regia di Stefano Incerti (2010)
- La volpe Sophia e l'indovinello solare, regia di Andrea Lucisano (2012)
- Take Five, regia di Stefano Lombardi (2013)
- Song'e Napule, regia dei Manetti Bros. (2013)
- Malanapoli - la ventunesima stella, regia di Enzo Morzillo (2013)
- Gomorra - La serie (2014)
- All'improvviso un uomo, regia di Claudio Insegno (2015)
- Effetti indesiderati, regia di Claudio Insegno (2015)
- All Night Long, regia di Gianluigi Sorrentino (2016)
- Ammore e malavita, regia dei Manetti Bros. (2017)
- Io Giusy, regia di Nilo Sciarrone (2021)

### Cortometraggi
- Il segreto del tressette (2009)
- La volpe Sophia e l'indovinello solare, regia di Andrea Lucisano (2012)
- Ram (2019)